# Cipondok (Cibingbin)
Cipondok is een bestuurslaag in het regentschap Kuningan van de provincie West-Java, Indonesië. Cipondok telt 3707 inwoners (volkstelling 2010).